# Chironius septentrionalis
Chironius septentrionalis là một loài rắn trong họ Rắn nước. Loài này được Dixon, Wiest & Cei, chúng được tìm thấy ở Estado Aragua, Venezuela miêu tả khoa học đầu tiên năm 1993.